# حوزه انتخابیه تفرش، آشتیان و فراهان
حوزهٔ انتخاباتی تفرش، آشتیان و فراهان یکی از حوزه از حوزه‌های استان مرکزی برای انتخابات مجلس شورای اسلامی است. این حوزه به مرکزیت تفرش، ۱ نماینده دارد.
که طبق آخرین انتخابات برگزار شده در این حوزه انتخابیه ولی اله بیاتی به عنوان منتخب مردم در اسفند ۱۴۰۲ انتخاب گردید .
از نامزدهای مطرح در انتخابات اخیر در این حوزه افراد زیر می باشند:

۱_محمود چاقری از فراهان که در نهایت از ولی اله بیاتی حمایت کرده و به نفع او کناره گیری نمود.
۲_عابدین سیاحت اسفندیاری نفر دوم

## سیاستمداران
- محمود چاقری
- بهمن اخوان
- محمد حسینی
- سینا کمالخانی
- مصطفی حسینی

## نمایندهدوره دهم
محمد حسینی

## پی‌نوشت و منبع
- «جدول حوزه‌های انتخابیه در انتخابات دهمین دورهٔ مجلس شورای اسلامی» (PDF). مرکز پژوهش و سنجش افکار صدا و سیما. بایگانی‌شده از اصلی (PDF) در ۵ اكتبر ۲۰۱۸. دریافت‌شده در ۸ ژوئیه ۲۰۱۶. تاریخ وارد شده در |archive-date= را بررسی کنید (کمک)